# Benvie Mill
Die Benvie Mill ist eine Wassermühle in der schottischen Stadt Dundee in der gleichnamigen Council Area. 1993 wurde das Bauwerk in die schottischen Denkmallisten in der höchsten Denkmalkategorie A aufgenommen. Des Weiteren bildet es zusammen mit einer nahegelegenen Brücke, dem Benvie Farmhouse und den Ruinen der Benvie Church ein Denkmalensemble der Kategorie B.

## Geschichte
Das exakte Baujahr der Benvie Mill ist unbekannt. Auf einer Landkarte aus dem Jahre 1810 ist kein Gebäude am Standort verzeichnet. Die auf einem Türsturz verzeichnete Jahresangabe 1865 wird mit dem Datum der Aufstockung der Mühle assoziiert, sodass die Benvie Mill vermutlich zwischen 1810 und 1865 entstand. Die zwischenzeitlich aufgelassene und leerstehende Mühle wurde 2009 in das Register gefährdeter denkmalgeschützter Bauwerke in Schottland aufgenommen. 2016 wurde ihr Zustand als verhältnismäßig gut bei moderater Gefährdung eingestuft.

## Beschreibung
Die Benvie Mill steht an einer Nebenstraße, welche die Grenze zwischen Dundee und Angus markiert, im äußersten Westen der Council Area rund zwei Kilometer westlich von Dundee. Das Mauerwerk des L-förmigen Gebäudes besteht aus grob bearbeitetem Bruchstein mit Natursteineinfassungen. Das Bauwerk setzt sich zusammen aus der Mühle und einem Wohngebäude. Letzteres ist mit kleinen Zwerchgiebeln ausgeführt. An der Westfassade der schlichten Mühle befindet sich ein segmentbogiges Tor.
Die zweistöckige Getreidemühle wurde durch ein mittelschlächtiges Wasserrad angetrieben. Dieses ist vollständig eingehaust und äußerlich nicht sichtbar, da der aus dem Fowlis Burn abgezweigte Mühlkanal ungewöhnlicherweise in einer unterirdischen Leitung zur Mühle geführt wird. Das gusseiserne Rad mit Holzschaufeln trieb zwei Paare Mahlsteine an. Des Weiteren verfügte die Benvie Mill über eine Darre mit Ventilationssystem. Das abschließende Walmdach ist mit Schiefer eingedeckt.